# Karljohansvern
Die Halbinsel Karljohansvern am Nordrand von Horten (Norwegen) war von 1828 bis 1962 Hauptquartier und –basis (Karljohansvern Orlogsstasjon, KJV) der Königlich Norwegischen Marine und ist heute teilweise eine Museumslandschaft und teilweise ein Gewerbegebiet. Nur die kleine Insel Vealøs mit der 1852–1859 erbauten Festung „Norske Løve“ ist noch in militärischem Besitz.

## Geschichte

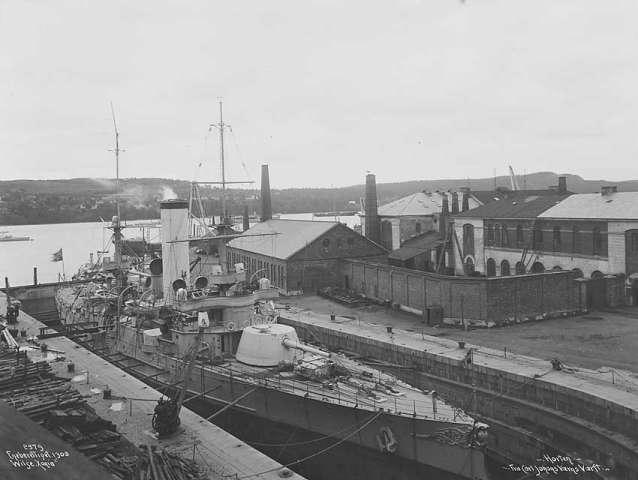
Das Trockendock von Karljohansvern im Jahre 1903, mit dem Küstenpanzerschiff Harald Hårfagre

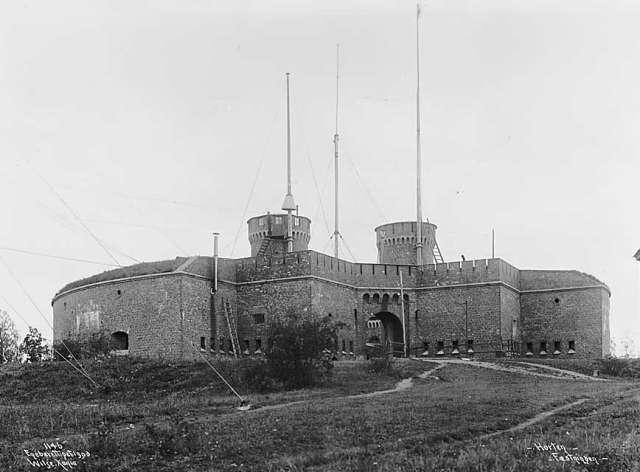
Die Festung „Citadellet“ im Jahre 1903

Mit dem Kieler Frieden vom 14. Januar 1814 endete die Norwegische Union mit Dänemark. Aus der bisherigen dänisch-norwegischen Marine gingen etwa 125 kleine Kriegsschiffe in den Besitz der neuen norwegischen Marine über. Im Jahre 1818 wurde beschlossen, eine Marinebasis in Horten, am westlichen Ufer des Oslofjords, einzurichten. Zwei Jahre später begannen die Bauarbeiten für eine Werft zum Bau von Kriegsschiffen, die „Horten Verft“. Das erste Schiff, die Fregatte Freia, ging am 25. August 1828 zu Wasser. Als die Marine ihr Hauptquartier 1828 von Frederiksvern bei Larvik nach Horten verlegte, wurde die Werft in „Marinens Hovedværft“ umbenannt. Im Jahre 1854 verlieh König Oskar I. ihr zu Ehren seines Vaters, Karl XIV. Johann von Schweden, dem ehemaligen französischen Marschall Bernadotte, den Namen „Carljohansværn Værft“.
Neben der Hauptwerft der Marine befanden sich in Karljohansvern zwei Festungen („Norske Løve“ auf der kleinen nördlich vorgelagerten Insel Vealøs und die 1971 gesprengte und abgetragene „Citadellet“), verschiedene Marineschulen, die Marineflugzeugfabrik Marinens Flyvebaatfabrikk und das 1853 gegründete Marinemuseum, das älteste Museum dieser Art auf der Welt. An weiteren Befestigungsanlagen gab es zwei auf den Innenhafen gerichtete Strandbatterien mit jeweils acht Geschützen, von denen die Strandbatterie Nr. I, auf der nordwestlichen Spitze des Kyllinghodet (Hühnerkopfs) gelegen, beim Ausbau der Werft zerstört wurde, während die Strandbatterie Nr. II noch teilweise existiert. Außerdem wurden in den Jahren 1870–1879 drei weitere Batterien zur Verteidigung in Richtung Oslofjord erbaut, die Batterie auf Moringa, die Batterie in Tivoli und die Batterie auf dem Hortentangen. Alle drei bestehen noch heute.
1962 verlegte die Marine ihr Hauptquartier nach Haakonsvern bei Bergen; in Karljohansvern verblieb das Hauptquartier des Östlichen Seeverteidigungsdistrikts (Østlandet Sjøforsvarsdistrikt, ØSD). Die Marinewerft wurde 1968 vom norwegischen Staat übernommen und unter dem Namen Horten Werft A/S (umgangssprachlich als „Verven“ bekannt) weitergeführt, ging aber 1987 in Konkurs und stellte ihren Betrieb ein. Das Areal wurde zum Gewerbegebiet Horten Industrial Park (HIP) umgewandelt.
Nachdem im Juli 2002 auch der Östliche Seeverteidigungsdistrikt aufgelöst worden war, wurde im August 2002 die Offiziersschule der Küstenartillerie (Befalsskolen for Kystartilleriet, BSKA) in Oscarsborg mit der Marineoffiziersschule (Befalsskolen for Marinen, BSMA) zusammengelegt und in Karljohansvern als Marineoffiziersschule (Befalsskolen for Sjøforsvaret, BSS) untergebracht. Gleichzeitig wurden ein Teil des Forschungsinstituts für Verteidigung (Forsvarets forskningsinstitutt) und das Marinemusikkorps hier einquartiert. Im August 2010 wurde auch die BSS nach Bergen verlegt.

## Karljohansvern heute
Weite Teile von Karljohansvern haben die Zeit unbeschadet in ihrer historischen Form überdauert, und seit 2006 ist das gesamte Areal der ehemaligen Marinebasis mit seinen 73 historischen Gebäuden als geschichtliches Monument geschützt. Das Gebiet ist damit eine von insgesamt zehn ehemaligen Befestigungsanlagen in Norwegen, die unter besonderem Schutz stehen.
Auf dem Gelände bestehen zwei bedeutende Museen, das Marinemuseum und das Norwegische Museum für Fotografie:
- Das Marinemuseum (Marinemuseet), auf königliche Weisung 1853 gegründet, beherbergt eine Anzahl interessanter Schiffe, Boote, Schiffsmodelle, Waffen und Ausrüstungsgegenstände, die bis in die Wikingerzeit reichen.
- Das Preus Museum, das 1994 durch Parlamentsbeschluss geschaffene Norwegische Museum für Fotografie, das auch die von Preus As gekaufte Sammlung des bereits zuvor bestehenden Preus Museums enthält. Seine Kollektion besteht aus norwegischen und internationalen Fotografie, Kameras und anderen Gegenständen, die die Geschichte der Fotografie illustrieren. Auch enthält es eine Bibliothek zur Fotografie.

Auf Karljohansvern liegen mehrere Badestrände an der Küste zum Oslofjord und der Hortensskogen-Wald. Drei Brücken über den malerischen Horten-Kanal, der vom Innenhafen zum Yachthafen am Oslofjord führt, verbinden die Halbinsel mit dem 500 m entfernten Stadtzentrum von Horten.

## Fotos

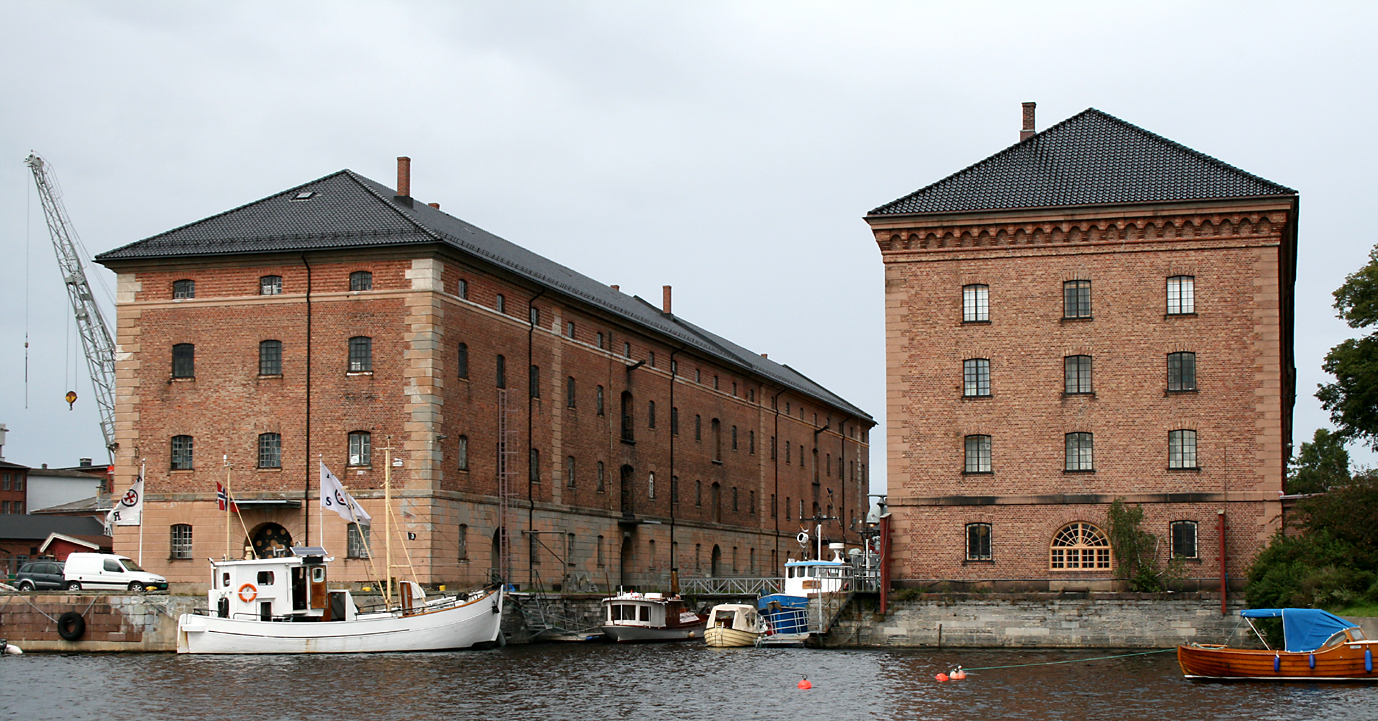
Artilleriearsenal
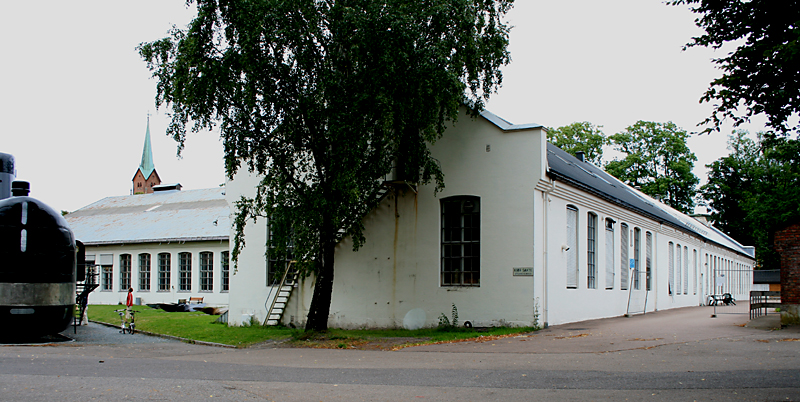
Marinewerkstatt
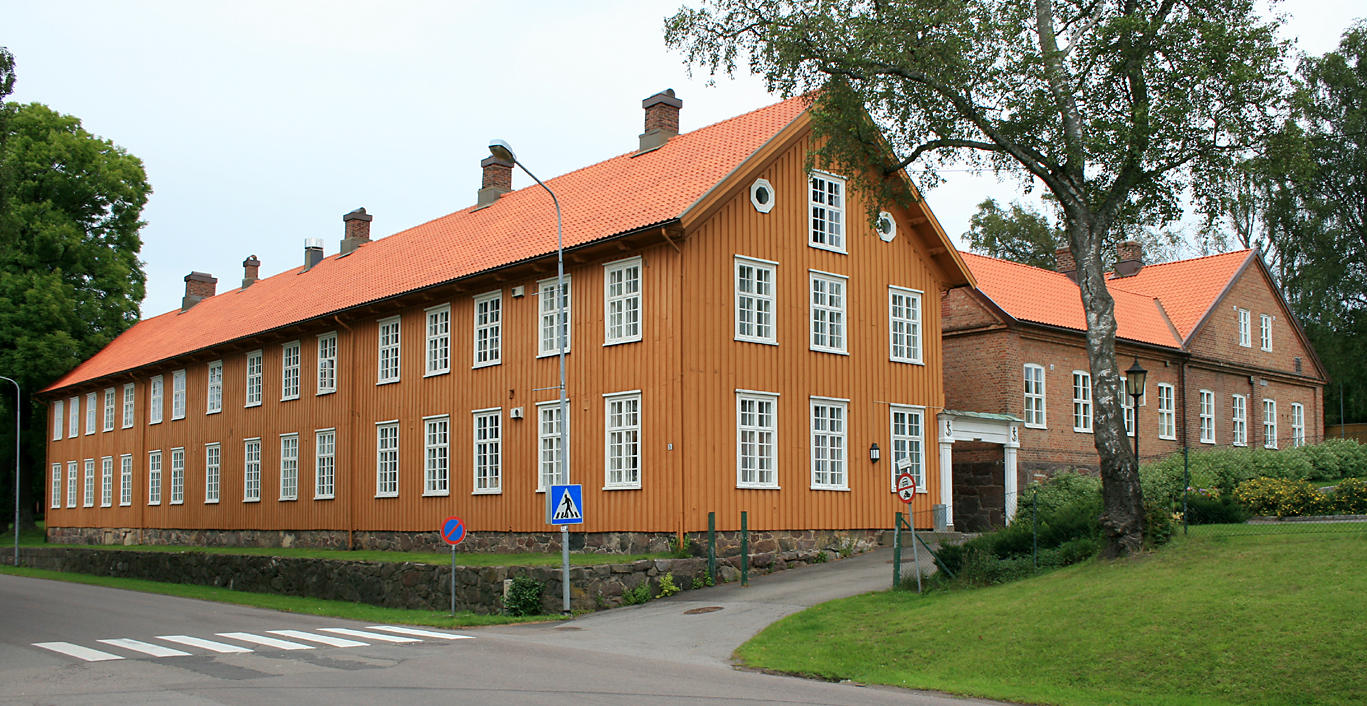
Marineunterkünfte
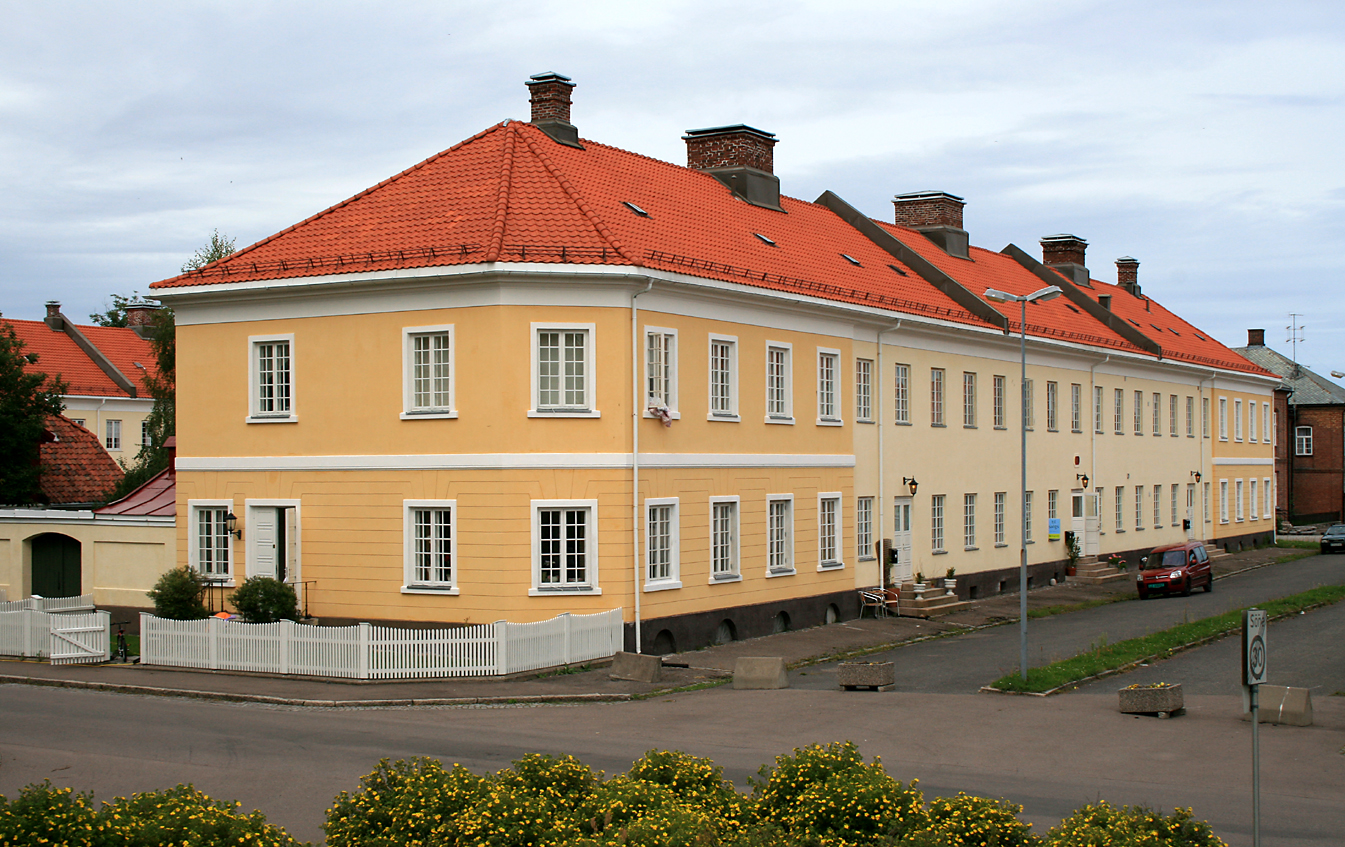
Unterkünfte (Baracke C)
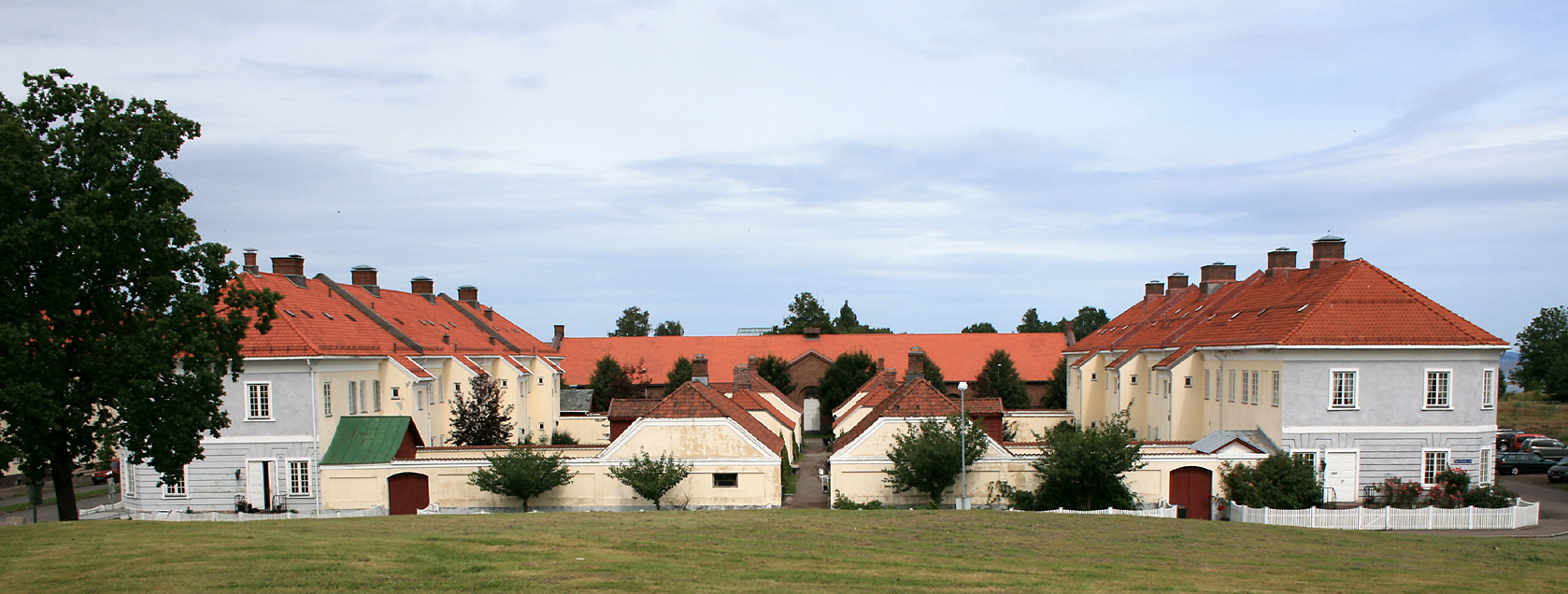
Mannschaftsunterkunft
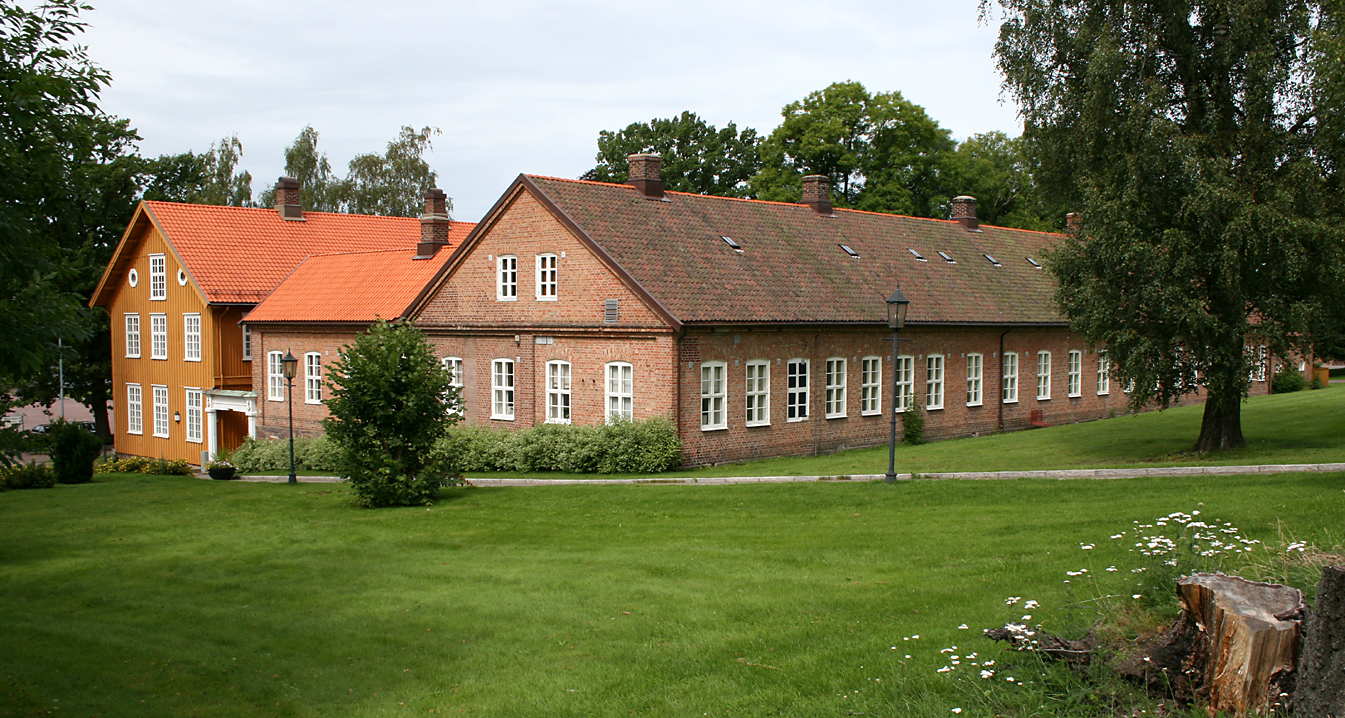
Unterrichtsgebäude
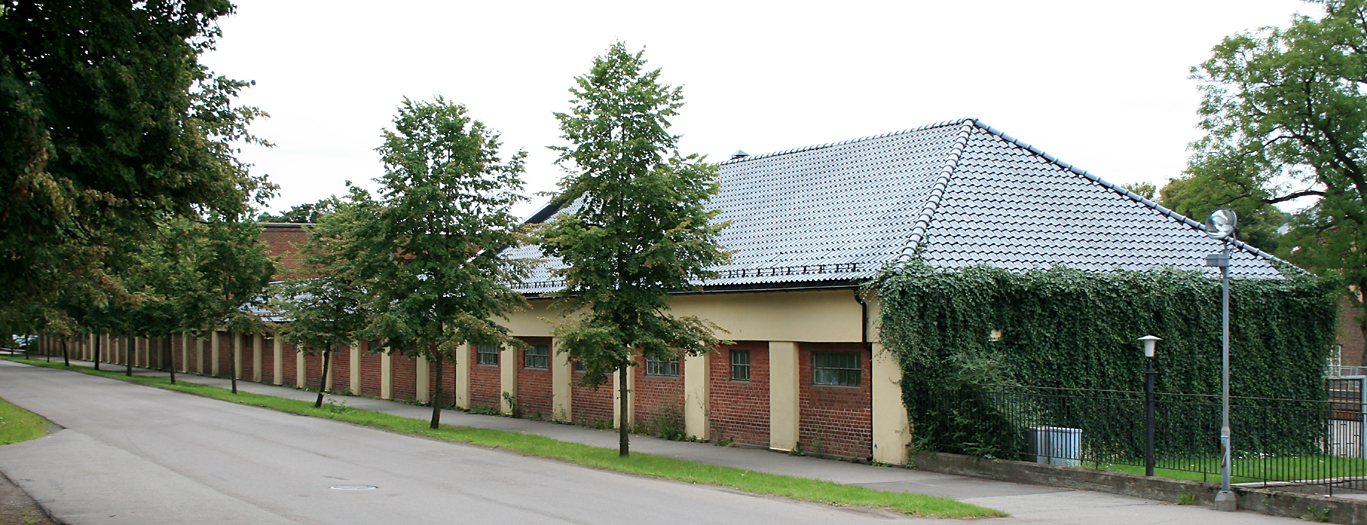
Garage
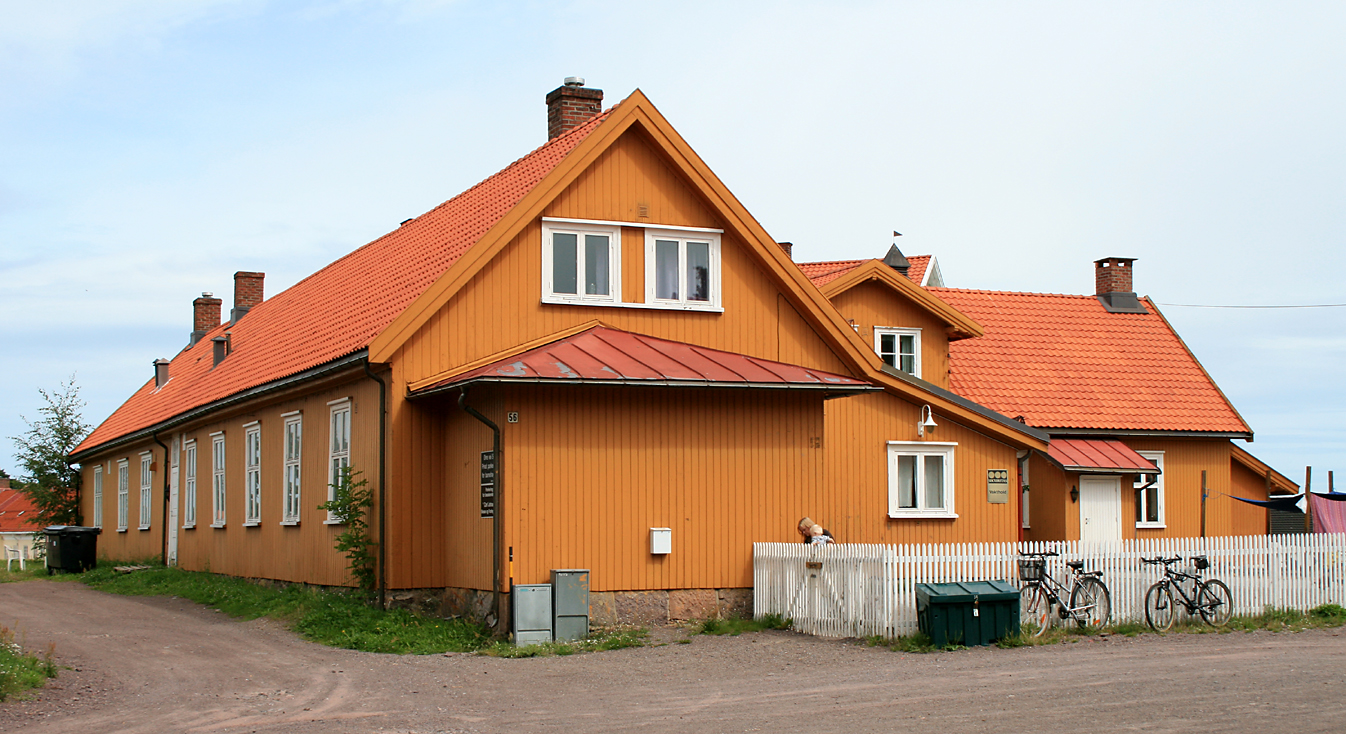
Marinemuseum
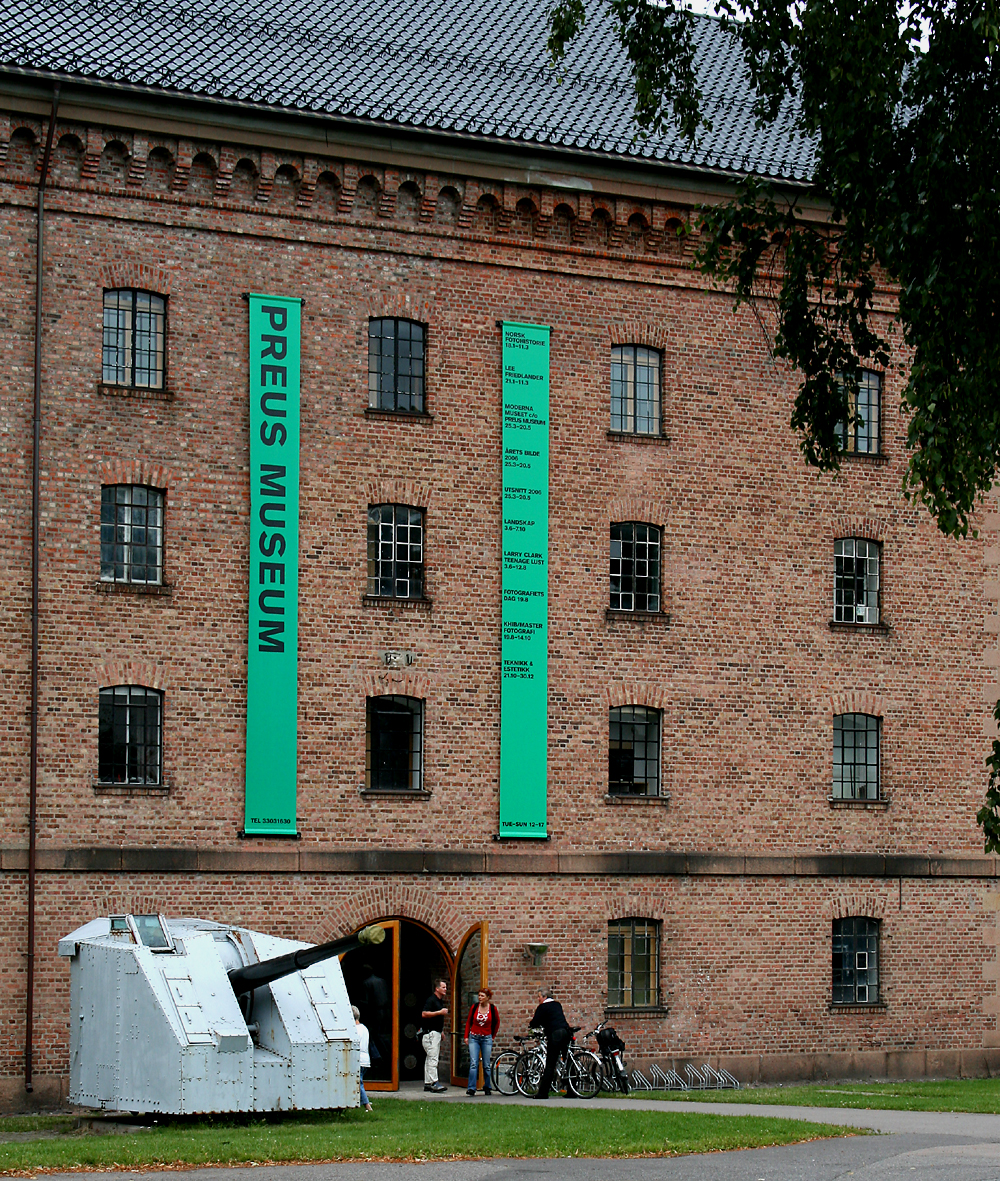
Preus Museum (Fotografiemuseum)